# 竹内佑
竹内佑（たけうち ゆう、1977年12月7日 - ）は、日本の劇作家、演出家、小説家、俳優。デス電所代表。

## 来歴
愛知県出身。近畿大学文芸学部卒業。高校時代に旗揚げた第1期「デス電所」を経て、1998年の近畿大学在学中に同級生らと新たに「デス電所」を結成。
「CAMPUS CUP 2000｣に出場し最優秀賞を獲得。
2006年12月『音速漂流歌劇団』にて、第13回OMS戯曲賞大賞を受賞。
デス電所以外では、2005年新国立劇場「シリーズ笑い」現代劇作家たちによるコント集(コント脚本)2006年ごまのはえ×竹内佑×山口茜 「77年企画」『マリコの悪縁教室』(演出)などがある。
2007年11月には精華演劇祭スペシャルに登場し、24ステージのロングラン公演を敢行するなど、勢いは止まらない。
交友関係は広く、関西演劇界のみならず、バッファロー吾郎、ザ・プラン9、野性爆弾、小籔千豊、天津など、
お笑い界とのパイプも太い。野性爆弾の川島邦裕は第18回公演主演。
2011年、『空洞メディアクリエイター』 で第55回岸田國士戯曲賞候補。また、ガガガ文庫にてライトノベル『最弱の支配者、とか。』を発表し、小説家としてもデビューした。

## 主な作品

### デス電所
(作・演出　主な作品)
- 『仔犬、大怪我』（2001年）
- 『音速漂流歌劇団』（2005年）
- 『夕景殺伐メロウ』（2006年）
- 『ヌンチャクトカレフ鉈鉄球』（2008年）
- 『丸ノ子ちゃんと電ノ子さん』（2010年）
- 『STRIKE BACK先輩』（2011年）
- 『ジョギリ婦人』（2012年）
- 『神様のいないシフト』（2012年）
- 『すこやかに遺棄る』（2017年）

### その他
- パルコプロデュース『49日後…』（脚本）（2008年）
- RUPプロデュース『御用牙』（脚本）（原作：小池一夫）（2009年）
- NGKプロデュース『彼女の愛した百鬼夜行』（脚本・演出）（2004年）
- ネルケプランニングプロデュース『NECK』（脚本）（原作：舞城王太郎、演出：河原雅彦）（2010年）
- 韻踏合組合『都市伝説』（コント）（2010年）
- アトリエダンカンプロデュース『ピンクスパイダー』（脚本）（2011年）
- FMシアター『優雅な食卓』（脚本）（2011年）
- ガガガ文庫『最弱の支配者、とか。』（作）（2011年）
- 映画『ジョーカーゲーム』（脚本）（2012年）
- ガガガ文庫『キルぐみ』（作）（2013年）
- ガガガ文庫『キルぐみ（2）』（作）（2013年）
- 『THE ALUCARD SHOW』（脚本）（演出：河原雅彦）(2013年)
- ガガガ文庫『キルぐみ（3）』（作）（2014年）
- ガガガ文庫『前略、殺し屋カフェで働くことになりました。』（作）（2018年）
- ガガガ文庫『前略、殺し屋カフェで働くことになりました。（2）』（作）（2019年）
- ガガガ文庫『前略、殺し屋カフェで働くことになりました。（3）』（作）（2019年）